# École du personnel navigant d’essais et de réception
École du personnel navigant d’essais et de réception (často přezdívána EPNER) je francouzská škola zkušebních pilotů se sídlem na letecké základně Istres-Le Tubé ve Francii. Jako jedna z pěti nejlepších škol pro zkušební piloty na západní polokouli udržuje EPNER úzké vztahy se třemi školami: Empire Test Pilots' School (ETPS), United States Air Force Test Pilot School (USAFTPS) a United States Naval Test Pilot School (USNTPS).
EPNER poskytuje výcvik zkušebním pilotům, zkušebním letovým inženýrům, letovým inženýrům a technikům, kteří se podílejí na letových zkouškách, a také řídícím letového provozu, kteří se podílejí na řízení letových zkoušek.

## Slavní absolventi
- Philippe Perrin, bývalý francouzský kosmonaut
- André Turcat, francouzský vojenský pilot z období druhé světové války a poválečný zkušební pilot